# Filippo Bottino
Filippo Emanuele Bottino (19 de dezembro de 1888 - 18 de outubro de 1969) foi um halterofilista italiano.
Filippo Bottino participou dos Jogo Olímpicos de 1920. Competia na categoria acima de 82,5 kg, pesado, na época a categoria não  limitada do halterofilismo. Ganhou ouro nesta edição, com uma marca de 265 kg no total combinado (70 kg no arranque com uma mão, 75 kg no arremesso com uma mão [provas depois abolidas] e 120 kg no arremesso com duas mão [que permaneceu como um dos movimento-padrão do halterofilismo]), a frente do luxemburguês Joseph Alzin, com 260 kg (65+75+120) e do francês Louis Bernot, com 255 kg.
Filippo Bottino voltou a participar dos Jogos Olímpicos de 1924, em Paris. Ele terminou em 6º lugar. Levantou 495 kg no total combinado — 77,5 kg no arranque com uma mão, 85 kg no arremesso com uma mão (provas abolidas), 110 kg no desenvolvimento, 97,5 kg no arranque e 125 kg no arremesso (estas três últimas com as duas mãos, sendo que o arranque e o arremesso se tornaram os únicos movimentos-padrão do halterofilismo, pois o desenvolvimento foi abolido em 1973).
Bottino também ganhou 11 campeonatos italianos, seis na categoria pesado, e cinco títulos sem limitação de categoria.
Quadro de resultados em Jogos Olímpicos
| pos. | Jogos Olímpicos | arranque (uma mão) | arremesso (uma mão) | desenvol- vimento | arranque (duas mãos) | arremesso (duas mãos) | total  |
| ---- | --------------- | ------------------ | ------------------- | ----------------- | -------------------- | --------------------- | ------ |
| 1º   | Antuérpia 1920  | 70,0 kg            | 75 kg               | —                 | —                    | 120 kg                | 265 kg |
| 6º   | Paris 1924      | 77,5 kg            | 85 kg               | 110 kg            | 97,5 kg              | 125 kg                | 495 kg |